# ギャンブラーの誤謬
ギャンブラーの誤謬（ギャンブラーのごびゅう、英語: gambler's fallacy）とは、ある事象の発生頻度が特定の期間中に高かった場合に、その後の試行におけるその事象の発生確率が低くなる（あるいは逆に、ある事象の発生頻度が低かった場合に、その事象の発生確率が高くなる）と信じてしまうという誤謬である。観察される結果が真にランダムであり、かつそれぞれの試行が独立した確率過程である場合には、このような考えは誤りである。
この誤謬は様々な状況で発生し得るが、特にギャンブルに関する事象についてよく使われる。1913年にモンテカルロカジノで発生した現象（後述）の説明によく使われることから、モンテカルロの誤謬(Monte Carlo fallacy)ともいう。

## 例

### コイントス

コイントスのシミュレーション：1フレームごとにコイントスが行われる。赤は表、青は裏が出たことを示す。円グラフが示すように、表と裏の比率は50%対50%に近づく（大数の法則）。しかし、表と裏の差がゼロに近づいてゆくわけではない。

公正なコインによるコイントスの繰り返しの例で説明する。各試行の結果は独立しており、1回のトスで表が出る確率は1/2である。2回のトスで2回とも表が出る確率は1/4、3回のトスで3回とも表が出る確率は1/8である。一般に、i回目のコイントスで表が出る事象をAiとした場合、n回のコイントスで全て表が出る確率は次式のようになる。
{\displaystyle \Pr \left(\bigcap _{i=1}^{n}A_{i}\right)=\prod _{i=1}^{n}\Pr(A_{i})={1 \over 2^{n}}}
5回連続で表が出る確率は1/32なので、4回連続で表が出た後の次のコイントスでは裏が出る確率が高くなっていると人は思うかもしれない。しかしこれは誤りであり、ギャンブラーの誤謬の一例である。「5回連続で表が出る」という事象と、「4回連続で表が出た後、裏が出る」という事象では、どちらの確率も等しく1/32である。4回連続で表が出た後の次の試行で表が出る確率は、次式の通りである。
{\displaystyle \Pr \left(A_{5}|A_{1}\cap A_{2}\cap A_{3}\cap A_{4}\right)=\Pr \left(A_{5}\right)={\frac {1}{2}}}
5回連続で表が出る確率は1/32 = 0.03125（3%を少し上回る）であるが、これが「1回目のコイントスの前における確率」であることに人が気づかないことが、この誤謬の原因である。最初の4回のトスの後では、その結果はすでに不明ではないため、それらの確率は1（100%）に等しい。その前の4回のコイントスの結果が表であったときに、「過去の試行の結果が将来の確率に影響を与え、5回目の結果が裏になる確率が高くなるだろう」という推論が、誤謬の元を形成する。

### その他の例
この誤謬は、以前の試行での失敗により後続の試行で成功する確率が高まるという誤った信念につながる。公正な16面のサイコロにおいて、それぞれの目が出る確率は1/16 (6.25%)である。1の目が1回でも出ればプレイヤーの勝ちというルールの場合、サイコロを16回投げたときにプレイヤーが勝つ（少なくとも1回は1の目が出る）確率は次の通りである。
{\displaystyle 1-\left[{\frac {15}{16}}\right]^{16}\,=\,64.39\%}
1回目で負ける確率は15/16 (93.75%)である。誤謬に基づけば、プレーヤーは1回負けた後は勝つ可能性が高くなる。しかし実際には、残りの15回の試行でプレイヤーが勝つ（少なくとも1回は1の目が出る）確率は次の通りである。
{\displaystyle 1-\left[{\frac {15}{16}}\right]^{15}\,=\,62.02\%}
1回負けるごとに、プレイヤーが勝つ確率は約2ポイント低下する。5回負けた後の残りの11回で勝つ確率は、約0.5 (50%)まで低下している。連続して負けた後の1回の試行で負ける確率は増えも減りもしていないが、残りの試行回数が減っているため、残りの試行で勝つ確率は低下する。最終的に残りの試行が1回となったときには、勝つ確率は1回の試行で勝つ確率と同じ1/16 (6.25%)になる。

## 逆の視点
コイントスで連続して裏が出た場合、ギャンブラーは裏が出る確率が高くなったと判断することもある。これは、コインが公正ではない可能性を念頭に置いた合理的な結論であり、これは誤謬ではない。ギャンブラーは、裏が出やすいという判断を信じて、賭けを表に変更する理由はないと考える。しかし、一連の試行が過去の結果の記憶を持ち、将来の結果が好ましい、もしくは好ましくない傾向があると考えるのは誤謬である。
イアン・ハッキングが記述した逆ギャンブラーの誤謬(inverse gambler's fallacy)は、ギャンブラーが部屋に入ったときに2つのサイコロを振って6のゾロ目を出した人がいたという状況で、そのギャンブラーが、1回目の試行で6のゾロ目を出す確率は低いはずで、その人はかなり長い間サイコロを振っていたはずだと誤って結論付けるというものである。

## 遡及的ギャンブラーの誤謬
研究者は、既知の後続の事象から未知の過去の事象について推論する場合に同様のバイアスが存在するかどうかについて検証し、これを「遡及的ギャンブラーの誤謬」(retrospective gambler's fallacy)と呼んでいる。
この例として、コイントスで連続して表が出たのを見たときに、それ以前の見ていないコイントスで裏が出ていただろうと推定することが挙げられる。現在の痕跡から宇宙の起源を推定することが、遡及的ギャンブラーの誤謬の現実世界における例だと主張される。
哲学者ジョン・A・レスリーは著書Universesの中で、「性質が大きく異なる非常に多くの宇宙の存在が、少なくとも一つの宇宙が生命を許容する性質を持っている理由についての我々の最良の説明だろう」と主張している。ダニエル・オッペンハイマーとブノワ・モニンは、「言い換えれば、低確率の事象に対するこの『最良の説明』は、それが複数の試行のうちの1つであり、逆ギャンブラーの誤謬の中核的な直感であるということである」と主張している。そのような議論が誤謬であるかどうか、すなわち、我々の宇宙の発生からは他の宇宙の存在や宇宙発生の試行について何も述べることはできないという主張についての哲学的議論は進行中である。スタンフォード大学の学生によるものを含む3つの研究で、遡及的ギャンブラーの誤謬の存在が検証された。3つの研究はいずれも、人々はギャンブラーの誤謬を遡及的に、また将来の事象に対して持っていると結論付けた。3つの研究の著者はいずれも、彼らの発見は重要な「方法論的意味合い」を持っているが、調査と研究を必要とする「重要な理論的意味合い」も持っていると結論付けた。ある研究の著者は、「このような推論プロセスを完全に理解するには、それらが将来の予測にどのように影響するかを調べるだけでなく、過去の認識についても調べる必要がある」と述べている。

## 出産
ピエール＝シモン・ラプラスは、1796年の『確率の哲学的試論』において、ある男性が男児を得ることができる確率に関して、次のように記述した。「私は、息子を持つことを切望し、出産予定月には男児が生まれるかどうかの不安で頭がいっぱいになっている男性を見てきた。彼らは、男児と女児の出生の比率は毎月の月末には同じになるはずだと想像して、男児が生まれた後には女児が生まれやすくなるだろうと判断した。」その男性は、彼の周囲でより多くの男児が生まれることで、彼の妻が女児を生む可能性が高くなることを恐れた。ラプラスによるこの記述は、ギャンブラーの誤謬の最も初期の記述の1つと見なされている。
同じ性別の子供が複数生まれたとき、それは別の性別の子供がすでにいるせいだと信じる親も一部にいる。トリヴァース＝ウィラード仮説では、生まれてくる子供の性別は生活条件に依存していると予想しており、良好な生活環境は男児が、劣悪な生活環境では女児が生まれやすくなり、その割合は0.5 (50%)に近いと考えられている。

## モンテカルロカジノ
ギャンブラーの誤謬の最も有名な例は、1913年8月18日にモンテカルロカジノでのルーレットゲームで発生した、26回連続でボールが黒に入った出来事である。ルーレットの機構に偏りがないと仮定すると、ルーレットで26回連続してボールが同じ色（赤または黒）に入る確率は(18/37)26-1すなわち6660万回に1回であり、これは非常にまれな事象である。「ルーレットがランダム性の不均衡を引き起こしており、その後には赤が連続して出るはずだ」と誤って推論したギャンブラーは、黒以外に賭けた数百万フランを失った。

## 適用できない例

### 独立でない事象
ギャンブラーの誤謬は、事象の確率が独立していない状況には適用されない。この場合、将来の事象の確率は、過去の事象の結果に基づいて変化する可能性がある。その例として、トランプの山からカードを引き、引いたカードを山に戻さずに次のカードを引く場合がある。引いたカードがエースのとき、これを山に戻さなければ、次に引くカードがエースである確率は低くなり、他の任意の数字を引く確率は高くなる。ジョーカーが入っていない場合で、1回目にエースを引く確率は4/52 (7.69%)で、1回目にエースを引いた後で2回目に別のエースを引く確率は3/51 (5.88%)に低下するが、エース以外の任意の数字（例えば2）を引く確率は4/52 (7.69%)から4/51 (7.84%)に増加する。ブラックジャックなどにおけるカードカウンティングと呼ばれる戦術は、この効果を利用したものである。

### 確率の偏り
ギャンブラーの誤謬および逆ギャンブラーの誤謬のほとんどの説明では、試行（コイントスなど）は公平であると想定されている。実際には、この仮定が当てはまらない場合がある。例えば、コイントスを21回行ったとき、公正なコインであれば21回とも表になる確率は2,097,152分の1である。これは非常に低い確率であるため、もしこのようなことが実際に起った場合、表が出やすい不正なコインが使用されている、あるいは隠し持った磁石などによってコインが操作されている可能性がある。この場合、「21回連続で表が出た」という経験的証拠からのベイズ推定により、コインの表が出やすいように確率が偏っている可能性が高いことが示唆されるため、「表」に賭けるのが良い。異なる結果の長期的な割合は不明だが交換可能（結果が生成される確率過程が偏っている可能性はあるが、あらゆる方向に等しく偏っている可能性があることを示す）であり、かつ、それまでの観察結果が偏りの可能性のある方向を示しているとき、ベイズ推定を使用して、観察されたデータで最も多く発生した結果が再び発生する確率が最も高いことを示すことができる。
トム・ストッパードの戯曲『ローゼンクランツとギルデンスターンは死んだ』のオープニングシーンでは、1人の男性がコイントスで連続して表を出し、他の人がそのことについて様々な検討している。

### 確率の変動
外部要因により事象の確率が変更されることがある場合、ギャンブラーの誤謬は適用できない可能性がある。例えば、ゲームルールの変更により、あるプレイヤーが他のプレイヤーよりも有利になり、勝率が向上する場合がある。同様に、相手プレイヤーに弱点を掴まれることで、経験の浅いプレーヤーは勝ちにくくなる場合がある。これは確率の偏りの別の例である。

## 心理学

### 起源
ギャンブラーの誤謬は、小数の法則(law of small numbers)への信念から生じ、小さなサンプルが大きな母集団を代表しているはずだという誤った信念につながる。この誤謬によると、母集団を代表するものになるためには、出目の列が最終的に均等にならなければならない。エイモス・トベルスキーとダニエル・カーネマンは、ギャンブラーの誤謬は、代表性ヒューリスティックと呼ばれる心理学的ヒューリスティクスによって生じる認知バイアスであると初めて提案した。これは、人々が特定の事象の確率を評価する際に、以前に経験した事象にどれだけ似ているか、およびそれら2つの過程を取り巻く事象がどれだけ似ているかを評価するというものである。この見解によれば、ルーレットで連続して赤が出続けた後では、ほとんどの人は、赤よりも黒が出る方がより母集団を代表する出目の列になると誤って信じてしまう。人々は、ランダムな試行の短期間の繰り返しは、特に平均からの逸脱が相殺されるという点で、より長い繰り返しと同じ特性を持っているはずだと期待する。コイントスの出目のランダムに見える列を作成するように求められた人は、偶然予測されるよりも短いセグメントで表と裏の比率が0.5に近い列を作る傾向があり、この現象を「サンプルサイズの無視」という。カーネマンとトヴェルスキーは、これは、ランダムな事象の短い列が長い事象の列の代表であると人が信じているということを意味すると解釈した。代表性ヒューリスティックは、クラスター錯覚に関連する現象の説明にも使われている。すなわち、ランダムな事象の列が実際に予想よりも小さなサンプルで発生する確率が非常に高い場合、人はそれをランダムなものではないとみなす。
ギャンブラーの誤謬は、ギャンブル（すなわち個々の偶然自体）が、出目のムラが発生した場合でも自身でそれを修正することができる公正な過程であるという誤った信念（公正世界仮説として知られる）に起因する場合もある。他の研究者は、この誤謬に対する信念は統制の所在が内側にあるというの誤った信念の結果である可能性があると考えている。ギャンブルの結果は自分のスキルの結果であると考える人は、スキルや才能に偶然性が打ち克つ可能性があるという考えを否定するため、ギャンブラーの誤謬の影響を受けやすくなる。

### バリエーション
一部の研究者は、タイプ1とタイプ2の2種類のギャンブラーの誤謬を定義することが可能であると主張している。タイプ1は古典的なギャンブラーの誤謬であり、同じ結果が長く続いた後には別の結果が起こりやすいと人は信じてしまうというものである。ギデオン・ケレンとチャールズ・ルイスの定義によるタイプ2のギャンブラーの誤謬は、ギャンブラーが好ましい結果を検出するために必要な観測数を過小評価した場合、例えば、ルーレットの出目を長時間見て、そこで最も多く現れた数字に賭けるような場合に発生する。高度なランダム性を持つ事象の場合、好ましい結果につながる偏りを検出することは非現実的な長い時間が必要であり、不可能ではないにしても非常に困難である。この2つのタイプは、タイプ1ではギャンブルの条件が公正かつ完全であると誤って仮定しているのに対し、タイプ2は、条件に偏りがあって一定の時間後にはこの偏りを検出できると仮定しているいう点で異なる。
遡及的ギャンブラーの誤謬として知られる別の種類の誤謬は、一見稀に見える事象が、より一般的な事象よりも長いシーケンスで発生していると判断した場合に発生する。例えば、3個のサイコロを振ったとき、3つとも6になる事象の周期は、2つが6になる事象の周期の3倍以上になるという、誤った信念である。別の例では、あるティーンエイジャーが避妊せずに性交して特定の夜に妊娠したという話を聞いて、彼女は長い間避妊せずに性交していたのだと結論付けてしまうのも、この種類の誤謬である。性交によって妊娠するかどうかは、それ以前の性交の回数とは無関係である。

### 「ホットハンドの誤謬」との関連性
別の心理学的な観点では、ギャンブラーの誤謬はバスケットボールのホットハンドの誤謬に対応するものと見なすことができる。これは、人は前の事象と同じ結果（ポジティブ・リーセンシー(positive recency)と呼ばれる）を予測する傾向があり、結果として、高得点者は得点を上げ続けると信じるというものである。ギャンブラーの誤謬では、前の事象の反対の結果（ネガティブ・リーセンシー(negative recency)）を予測し、その結果、ルーレットのボールが6回続けて黒に入った後は赤に入ると予測する。エイトンとフィッシャーは、人はホットハンドの誤謬に対してポジティブ・リーセンシーを示すという理論を立てた。それは、この誤謬が人の行動の結果によるものであり、人は無生物がホットハンドを持つとは思っていないためである。人の行動はランダムとは見なされず、結果を生成する過程がランダムではないと考えると、人の行動の結果にはムラが生まれる可能性が高くなる。ギャンブラーの誤謬を示す人は、ホットハンドの誤謬も示す可能性が高く、1つの構成要素が2つの誤謬の原因であることが示唆される。

### 可能な解決策
ギャンブラーの誤謬は根深い認知バイアスであり、その克服は非常に困難である。ランダム性の性質についての教育が、この誤謬の兆候を低減・排除するのに常に効果的であるとは証明されていない。1967年のBeachとSwenssonの研究では、図形が描かれたカードの山をよく切って、その中から1枚を引いて被験者に見せ、次に引くカードに描かれた図形を予想するように被験者に指示した。被験者は2つのグループに分けられ、1つのグループは、ギャンブラーの誤謬の存在とその性質について知らせ、それまでのカードの順番に依存せずに予想するように明示的に指示された。対照群にはこの情報を与えなかった。2つのグループの応答スタイルは類似しており、どちらのグループの被験者も、同じ図形が連続して出た長さに基づいて予想を行っていたことを示している。これにより、ギャンブラーの誤謬を軽減するには、ランダム性について知らせるだけでは不十分であるという結論に至った。
ギャンブラーの誤謬に対する人の感受性は、年齢とともに低下する場合がある。1997年のFischbeinとSchnarchの研究では、5年生、7年生、9年生、11年生、および数学を教えることに特化した大学生の5つのグループにアンケートを実施した。被験者のいずれも、確率に関する事前教育を受けていなかった。質問は「ロニーはコイントスを3回行い、3回とも表が出ました。ロニーはもう1回コイントスを行うつもりです。4回目でも表が出る可能性はどうなるでしょうか?」というものだった。結果は、「裏が出る可能性よりも小さくなる」と答えた割合が、5年生で35%、7年生で35%、9年生で20%、11年生で10%で、大学生ではこのような回答は誰もしなかった。FischbeinとSchnarchは、代表性ヒューリスティクスなどの認知バイアスに依存する傾向は、年齢とともに克服できると理論付けた。
別の可能な解決策として、ゲシュタルト心理学者のRoneyとTrickは、グループ化の結果としてこの誤謬が解消される可能性があることを示唆している。コイントスなどの将来の事象がシーケンスの一部として記述される場合、どんなに恣意的であっても、人は過去の事象に関連する事象を自動的に考慮し、ギャンブラーの誤謬をもたらす。人が全ての事象を独立していると見なすと、この誤謬を大幅に減らすことができる。

## 利用者
研究によると、難民審査官、融資担当者、野球の審判は、意思決定においてギャンブラーの誤謬を一貫して採用していることがわかっている。